# Раздолля (Новгородська область)
Раздолля (рос. Раздолье) — посёлок у Боровицькому районі Новгородської області Російської Федерації.
Населення становить 118 осіб. Належить до муніципального утворення Прогреське сільське поселення.

## Історія
До 1927 року населений пункт перебував у складі Новгородської губернії. У 1927-1944 роках перебував у складі Ленінградської області.
Орган місцевого самоврядування від 2010 року — Прогреське сільське поселення.

## Населення
| 2000 | 2001 | 2002 | 2003 | 2004 | 2005 | 2006 |
| ---- | ---- | ---- | ---- | ---- | ---- | ---- |
| 130  | ↗133 | →133 | ↘123 | →123 | ↗126 | ↘124 |
| 2007 | 2008 | 2009 | 2010 |      |      |      |
| ↘123 | ↗134 | ↗143 | ↘118 |      |      |      |